# Ida Ballmann
Ida Ballmann (Lebensdaten unbekannt) war eine deutsche Theaterschauspielerin des 19. Jahrhunderts.

## Leben
Ballmann wirkte zuerst am Theater in Bernburg, bevor sie ab 1837 für naive Rollen und kleine Singpartien am Leipziger Stadttheater engagiert war.
Verheiratet war sie mit ihrem Schauspielkollegen Max Ballmann.